# 上寨摩崖造像
上寨摩崖造像位于中国山西省临汾市安泽县良马乡上寨村，是一处山西省文物保护单位。

## 保护
1982年，上寨石造像公布为安泽县文物保护单位。	
2021年8月4日，上寨摩崖造像公布为第六批山西省文物保护单位，石窟寺及石刻类，年代为北齐，编号6-371。	